# Lesná (ort i Tjeckien, Södra Mähren)
Lesná är en ort i Tjeckien.   Den ligger i regionen Södra Mähren, i den sydöstra delen av landet, 170 km sydost om huvudstaden Prag. Lesná ligger 461 meter över havet och antalet invånare är 279.
Terrängen runt Lesná är huvudsakligen platt. Lesná ligger uppe på en höjd. Runt Lesná är det ganska glesbefolkat, med 22 invånare per kvadratkilometer. Närmaste större samhälle är Znojmo, 14,3 km öster om Lesná. Trakten runt Lesná består till största delen av jordbruksmark.